# Радужно-бабочково-единорожная кошка
Радужно-бабочково-единорожная кошка (англ. Rainbow Butterfly Unicorn Kitty, сокращённо RBUK) – американский мультсериал, созданный Ричем Магалленесом. Мультсериал продюсирует Funrise.
Сериал рассказывает о приключениях радужно-бабочково-единорожной кошки Фелисити с её друзьями в городе Мифляндия. Премьера в США состоялась 27 января 2019 на канале Nickelodeon.

## Создание
Радужно-бабочково-единорожная кошка была создана студией Funrise. Анимацией мультсериала занимается студия Bardel Entertainment. Мультик рассчитан на детей от 6 до 12 лет, но также имеет взрослую аудиторию (от 13 лет)

## Персонажи
- Фелисити — дерзкая и бесстрашная радужно-бабочково-единорожная кошка. Она обладает разными магическими способностями. Вместе со своими друзьями Мигелем, Афиной и Яной она защищает город Мифляндию. Озвучивает её Аллегра Кларк.
- Мигель — это голубой, энергичный чихуахуа. Любит играть на электрогитаре. Самый лучший друг Фелисити. Его озвучивает Артуро Сандоваль.
- Афина — это очень умная сова. Подруга Фелисити. Говорит монотонным голосом. Её озвучивает Кэти Ли.
- Яна — это странноватый йети и ещё одна подруга Фелисити. Она только и делает, что прохлаждается. Озвучивает Лайла Берзинс.

## Список серий

### Первый сезон (2019)
| Номер | Название                              | Автор(ы) сценария                           | Дата показа в США |
| ----- | ------------------------------------- | ------------------------------------------- | ----------------- |
| 1     | «Идеальный праздник»                  | Марк Пальмер, Рэй Делоурентис и Вилл Шифрин | 27 января 2019    |
| 1     | «Анубис-новичок»                      | Рэй Делоурентис и Вилл Шифрин               | 27 января 2019    |
| 2     | «Котлантик-Сити»                      | Рэй Делоурентис и Вилл Шифрин               | 29 января 2019    |
| 2     | «Котишка-трусишка»                    | Рэй Делоурентис и Вилл Шифрин               | 29 января 2019    |
| 3     | «Спящие Йети»                         | Рэй Делоурентис и Вилл Шифрин               | 31 января 2019    |
| 3     | «Песочный краб»                       | Рэй Делоурентис и Вилл Шифрин               | 31 января 2019    |
| 4     | «Для таланта нужно двое»              | Рэй Делоурентис и Вилл Шифрин               | 30 января 2019    |
| 4     | «Горшечек, вари!»                     | Эндрю Зубер                                 | 30 января 2019    |
| 5     | «Чудовище из озера Лоххаос»           | Грег Грабиански                             | 1 февраля 2019    |
| 5     | «Мега-Мяу и Супер-Луч»                | Рэй Делоурентис и Вилл Шифрин               | 1 февраля 2019    |
| 6     | «Унесённые палочкой»                  | Рэй Делоурентис и Вилл Шифрин               | 17 февраля 2019   |
| 6     | «Фонтан избыточной молодости»         | Дэвид Грабстик                              | 17 февраля 2019   |
| 7     | «Еда или беда?»                       | Грэнт Леви и Доминик Ротбард                | 2 марта 2019      |
| 7     | «Жук-наоборот»                        | Дэни Микаэли                                | 2 марта 2019      |
| 8     | «С Мифеством!»                        | Йен Фридмен                                 | 1 декабря 2019    |
| 9     | «Зеленоглазый монстр»                 | Лиза Капстром                               | 10 февраля 2019   |
| 9     | «Никто не идеален»                    | Дэвид Грабстик                              | 23 февраля 2019   |
| 10    | «Мифические горцы»                    | Джин Грилло                                 | 23 февраля 2019   |
| 10    | «Бабочко-радужно-единорожный купидон» | Лиза Капстром                               | 10 февраля 2019   |
| 11    | «Дензель в беде»                      | Рэй Делоурентис и Вилл Шифрин               | 9 марта 2019      |
| 11    | «Злобнотавр»                          | Грег Грабиански                             | 9 марта 2019      |
| 12    | «Дворец бессилия»                     | Дэвид Грабстик                              | 16 марта 2019     |
| 12    | «Моя прекрасная Йети»                 | Джин Грилло                                 | 16 марта 2019     |
| 13    | «Кабанкул»                            | Лиза Капстром                               | 31 марта 2019     |
| 13    | «А ларчик просто открывался»          | Рэй Делоурентис и Вилл Шифрин               | 31 марта 2019     |
| 14    | «Большая Крошка»                      | Джордан Джершовиц                           | 7 апреля 2019     |
| 14    | «Мифические макаруны»                 | Джон Хасс                                   | 7 апреля 2019     |
| 15    | «Возвращение Мега-Мяу и Супер-Луча»   | Дэвид Грабстик                              | 29 апреля 2019    |
| 15    | «Хмурольштильцхен»                    | Лиза Капстром                               | 29 апреля 2019    |
| 16    | «Проблемы с Тревисом»                 | Джон Хасс                                   | 21 июня 2019      |
| 16    | «Зуб или последствия»                 | Рэй Делоурентис и Вилл Шифрин               | 28 июня 2019      |
| 17    | «Буги-мен»                            | Рэй Делоурентис и Вилл Шифрин               | 5 июля 2019       |
| 17    | «Супо-монстр»                         | Джордан Джершовиц                           | 19 июля 2019      |
| 18    | «Руди просыпается»                    | Дэвид Грабстик                              | 14 апреля 2019    |
| 18    | «Друзья навеки»                       | Джордан Джершовиц                           | 14 апреля 2019    |
| 19    | «Винки»                               | Рэй Делоурентис и Вилл Шифрин               | 26 июля 2019      |
| 19    | «Факт за фактом»                      | Лиза Капстром                               | 2 августа 2019    |
| 20    | «Небольшие изменения»                 | Рэй Делоурентис и Вилл Шифрин               | 9 августа 2019    |
| 20    | «Рип Ван Вонькл»                      | Лиза Капстром                               | 16 августа 2019   |
| 21    | «Экскалиберт»                         | Рэй Делоурентис и Вилл Шифрин               | 23 августа 2019   |
| 21    | «Крысиный вопрос»                     | Крис Марвин Хьюгос                          | 30 августа 2019   |
| 22    | «И сверху вишенка»                    | Рэй Делоурентис и Вилл Шифрин               | 8 сентября 2019   |
| 22    | «Что написано пером...»               | Джордан Джершовиц                           | 15 сентября 2019  |
| 23    | «Разумное печенье»                    | Рэй Делоурентис и Вилл Шифрин               | 22 сентября 2019  |
| 23    | «Исчезновение»                        | Лиза Капстром                               | 13 октября 2019   |
| 24    | «Магнитно-шмеле-караоке-бегемот»      | Дэвид Грабстик                              | 20 октября 2019   |
| 24    | «Времени нет»                         | Рэй Делоурентис и Вилл Шифрин               | 3 ноября 2019     |
| 25    | «Песенка для крыс»                    | Крис Марвин Хьюгос                          | 10 ноября 2019    |
| 25    | «Уменьшение Йети»                     | Лиза Капстром                               | 17 ноября 2019    |
| 26    | «Маленькое чудовище»                  | Рэй Делоурентис и Вилл Шифрин               | 24 ноября 2019    |
| 26    | «Гигантские мифические гонки»         | Рич Магаланес                               | 24 ноября 2019    |

## Приём и критика
Эмили Ашби из Common Sense Media оценивает сериал на 2 из 5 звезд; по её словам, «уникальная природа Фелисити делает её достойным примером, но безумный темп шоу и отвлекающие визуальные эффекты, как правило, затмевают это позитивное качество».